# European Remote Sensing Satellite

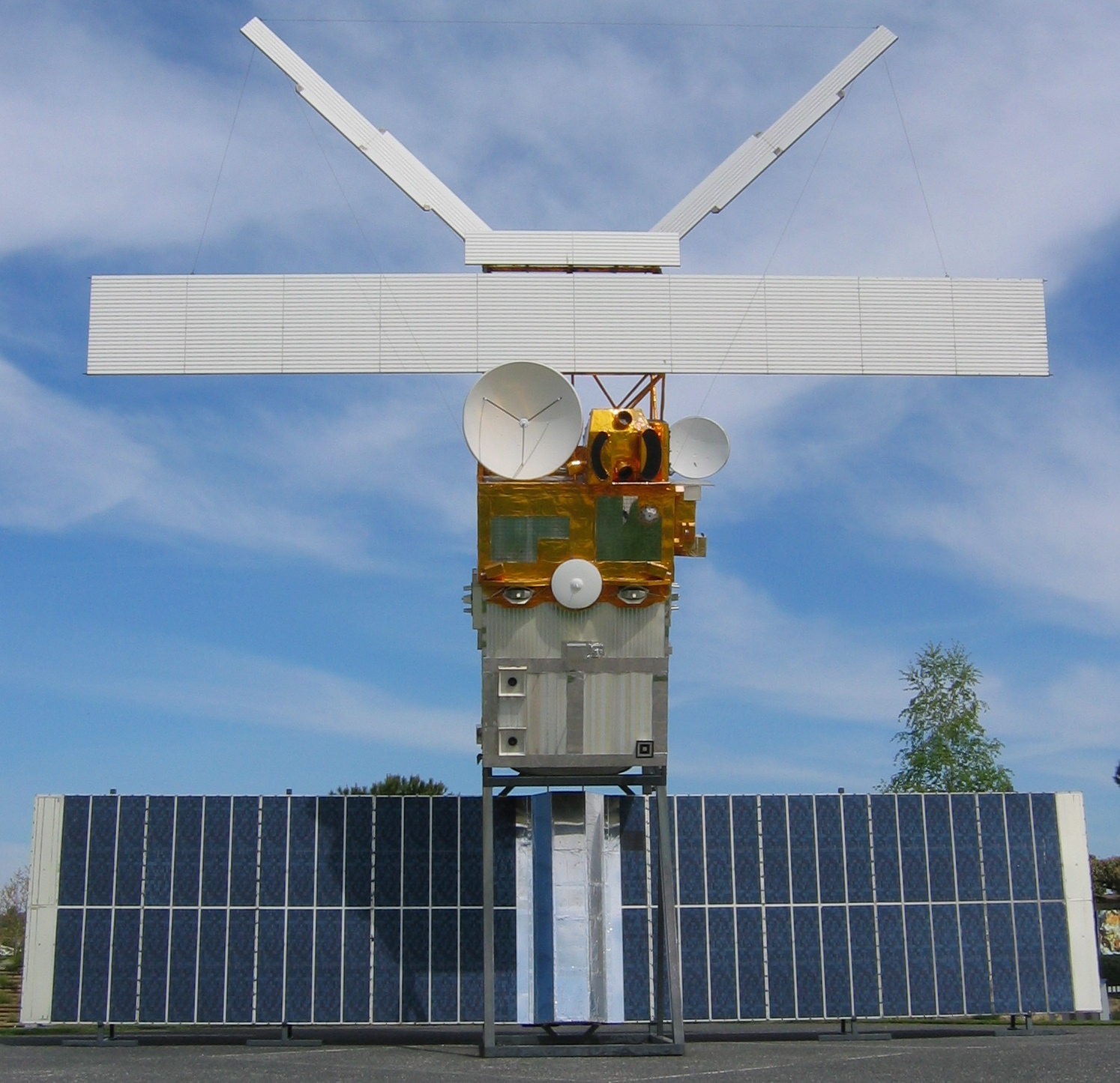
Modelo do ERS-2.

O European Remote Sensing Satellite (ERS) foi o primeiro satélite de observação terrestre lançado pela Agência Espacial Europeia.

## ERS-1
O ERS-1 foi lançado do centro espacial da Guiana Francesa pelo foguete Ariane 4 em 17 de julho de 1991. 
Com uma missão planejada de dois anos, os objetivos eram voltados principalmente para estudos oceânicos e de geleiras, nas várias áreas de ciências naturais. 
Dentre os vários aparelhos a bordo do satélite estavam o AMI (Active Microwave Instruments), constituído por um radar de Abertura Sintética (SAR) e um difusômetro (aparelho que permite medir a intensidade e a direcção do vento perto da superfície do mar). As imagens adquiridas pelo SAR, forneciam dados de uma faixa de 100 x 100 km, com uma resolução espacial de trinta metros. Uma antena de 10 x 1 metros emitia e recebia um feixe de microondas na faixa de 5,3 Ghz (banda C), com polarização VV e um ângulo de incidência de 23 graus.
A operação do SAR no modo Imagem produzia uma taxa de dados muito alta (105 Mbps), fazendo com que as imagens só pudessem ser geradas em zonas equipadas com estações receptoras. A superfície terrestre era inteiramente coberta e fotografada em ciclos de 35 dias.
A missão ERS-1 foi encerrada em 10 de março de 2000.

## ERS-2
O ERS-2 foi lançado do centro espacial da Guiana Francesa pelo foguete Ariane 4 em 21 de abril de 1995.
Quase idêntico ao ERS-1, ele possuia instrumentos adicionais e melhorias nos instrumentos existentes incluindo:
- GOME (Global Ozone Monitoring Experiment) é um scanner de espectros visíveis e ultravioletas no nadir.
- Um espectrômetro para 3 bandas do espectro visível especialiado para clorofila e vegetação

Quando o ERS-2 foi lançado, ele compartilhava o mesmo plano orbital do ERS-1. Isso permitiu uma missão em "tandem", com o ERS-2 passando sobre o mesmo ponto que o ERS-1 havia passado um dia antes. O ERS-2 tinha um ciclo de repetição de 35 dias.
O ERS-2 perdeu o seu giroscópio desde fevereiro de 2001, resultando em alguma degradação na qualidade dos dados fornecidos por seus instrumentos. O gravador de bordo deixou de funcionar em 22 de junho de 2003, deixando os instrumentos operando apenas quando o satélite estivesse visível a uma estação de terra. Desde a perda do gravador, outras estações de terra foram disponibilizadas para aumentar a capacidade de coleta de dados. O medidor de difusão de ventos e o GOME eram os únicos instrumentos desse tipo até o lançamento dos satélites da série MetOp e do ENVISAT, respectivamente. 
A missão ERS-2 foi encerrada em 05 de setembro de 2011.
O satélite reentrou na atmosfera da terra em 21 de fevereiro de 2024 sobre o oceano Pacifico.